# Euroracing
Euroracing – były brytyjski konstruktor samochodów wyścigowych oraz zespół wyścigowy. Przedsiębiorstwo zostało założone w latach 70. przez Giampaollo Pavanello. W ciągu dwudziestu lat zajmowało się konstrukcją bolidów Formuły 3 oraz Formuły 3000. Siedziba firmy znajdowała się w Senago nieopodal Mediolanu. Po przejściu Giampaollo Pavanello do Formuły 1, zespół współpracował z ekipami Alfa Romeo oraz EuroBrun.
Poza konstrukcją bolidów, firma prowadziła swój zespół wyścigowy, startujący do 1982 w Europejskiej Formule 3. Pierwszy duży sukces zespół osiągnął w 1977, kiedy to Piercarlo Ghinzani zdobył tytuł mistrzowski, a Michele Alboreto był drugi. W latach 1980–1982 ekipa zdobyła trzy kolejne tytuły mistrzowskie. Michele Alboreto okazał się najlepszy w 1980, Mauro Baldi w 1981, a Oscar Larrauri w sezonie 1982.